# 베를린 공수작전

템펠호프 공항에 착륙하는 수송기를 바라보는 베를린 시민, 1948년

베를린 공수작전(영어: Berlin Airlift, 독일어: Berliner Luftbrücke)은 소련에 의해서 1948년 6월 24일부터 1949년 5월 12일까지 봉쇄된 서베를린에 물자를 공급하기 위한 서방 연합군의 공수작전이다. 공수작전은 1949년 9월 30일에 종료되었다.

## 진행

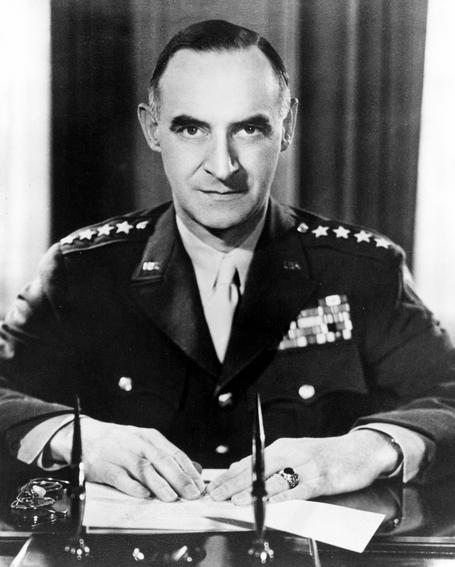
미국 점령군 사령관 루시우스 D. 클레이 장군

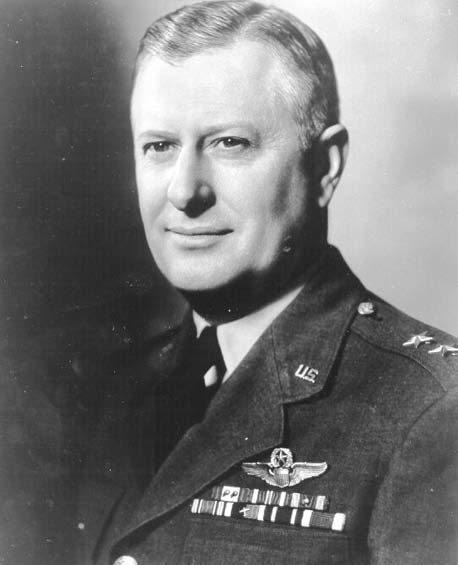
공수작전을 지휘한 윌리엄 H. 터너 장군

1948년 1월부터 독일 소련군정청은 서방 연합군 군인 및 점령지 민간인이 서베를린으로 물자 수송 및 이동하는 것을 주기적으로 통제했다. 독일 주둔 소련군 총사련관 바실리 소콜롭스키는 1948년 4월 1일부터 서베를린으로 진입하는 소련군 점령지의 도로를 봉쇄했다. 미국과 영국은 4월 3일부터 서베를린 내 주둔지에 물자를 보급하기 위하여 이틀간 소규모 공수작전을 펼쳤다. 1948년 6월 20일 서방 연합군은 서독 지역에 독일 마르크 통화를 도입하면서 소련군은 무기한 봉쇄를 시작했다.
1948년 6월 24일 밤 소련군 점령지에서 서베를린으로 가는 송전을 차단했다. 오전 6시에는 서베를린으로 향하는 도로 및 철도 교통을 차단했고 6월 25일에는 상수도 공급을 차단했다. 소련에서 베를린 봉쇄를 시작했을 때 발표한 대로 소련군 점령지나 동베를린으로부터 서베를린으로 향한 모든 물자 공급이 차단된 것이다. 서방 연합군 군정에서는 화폐 개혁에 소련이 반발할 것이라고는 예상했지만 도시 전체 봉쇄는 예상하지 못했다. 영국군정 사령관 브라이언 로버트슨 경(Sir Brian Robertson)은 독일 전역에서 선거를 치를 수 있도록 서방 연합군이 베를린에서 철군할 것을 주장했으나, 미군정 총사령관 루시우스 D. 클레이(Lucius D. Clay])는 공수 작전을 주장했다.

### 서베를린의 물자 상황
당시 서베를린 인구는 약 220만명이었고, 미군 9000명, 영국군 7600명, 프랑스군 6100명 및 보조 인력이 주둔하고 있었다. 분단 이전에도 베를린은 광역권에서 대부분의 물자를 조달하고 있었기 때문에, 서베를린에 보급되는 물자의 75%는 서베를린 외부에서 수입된 것이었다. 베를린 봉쇄 직전에 남아 있었던 물자는 다음과 같다.
- 식량 36일분
- 의약품 6개월분
- 휘발유 4-5개월분
- 윤활유 3-4개월분
- 경유 7-8주분
- 석탄
  - 난방 및 취사용 35일분
  - 상하수도 처리 시설용 35일분
  - 제한 송전 시 발전용 3주분
- 코크스 49일분
- 갈탄 25일분

봉쇄 사실이 알려지면서 물자 배급이 시작되었다. 당시의 성인 1일 권장 열량은 여성 2400 kcal, 남성 3100 kcal이었으나, 배급된 식재료의 열량은 총 1500 kcal였다. 서방 연합군의 계산에 따르면 식량 자체 생산으로 200-500 kcal 정도를 더 배급할 수 있었으나, 농지가 부족한 베를린에서는 이마저도 불가능했다. 영국군은 당시 영국 남부에서 월동 준비용 석탄으로 가구당 1730 kg, 서독의 영국군 점령지였던 함부르크에서는 890 kg을 배급할 수 있었으나, 서베를린에서는 가구당 152 kg 정도밖에 배급할 수 없다고 판단했다. 따라서 시민들은 가로수, 사유지, 공유지 등에 있었던 나무를 베어서 월동 준비를 자급해야 했다.

### 공수작전 시작

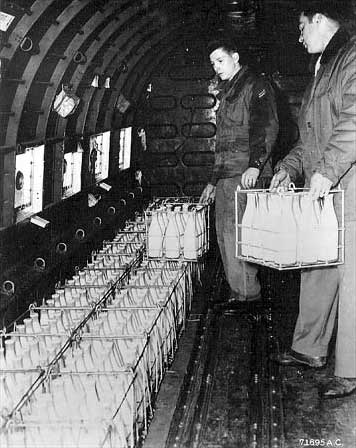
서베를린행 항공기에 우유를 적재하는 병사

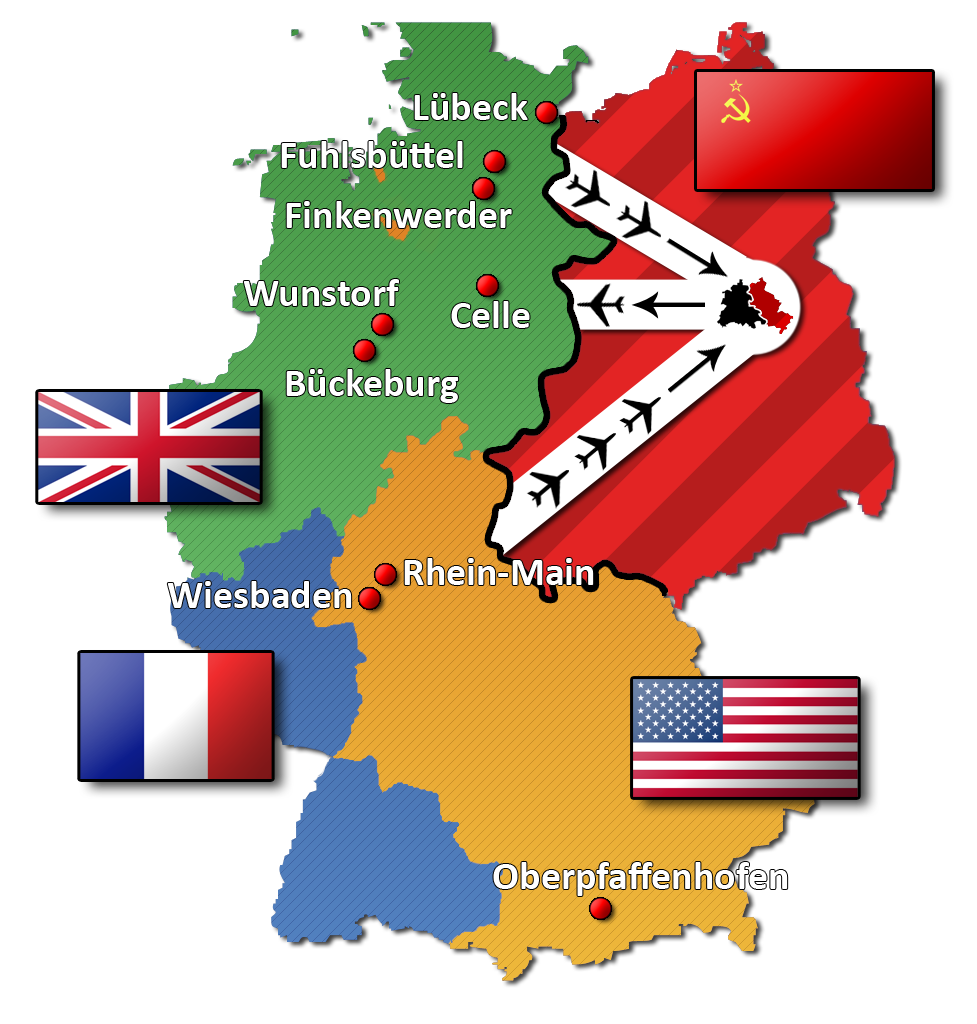
베를린 봉쇄 중 항로

1945년 11월 30일 서방 연합군에서는 서베를린 진입용 폭 32 km 항로를 소련군과 합의했다. 베를린 진입 가능 항로는 함부르크 항로(북서부), 뷔케베부크 항로(서부, 하노버 방면), 프랑크푸르트 항로(남서부)였다. 1945년 12월 31일 협의에 따라서 사용 조건이 확정되었다. 해당 항로 3곳은 자유 항행 가능, 시간 제한 없음, 서방 연합군 국적기의 경우 이용 통보 없음이 보장되었다.
영국군이 1948년 4월에 소규모 공수작전을 실행해 보았고, 1948년 6월에 크니커 작전(Operation Knicker)이라는 이름으로 공수작전을 해 본 경험이 도움이 되었다. 베를린 주둔 영국 공군 총사령관 레지널드 와이트(Reginald Waite)는 공수작전 중에 서베를린 민간인에게도 하계 물자를 추가로 공급할 수 있을 것이라고 판단했고, 1948년 6월 24일 루시우스 클레이에게 통보했다. 다음 날 베를린의 선출직 시장인 에른스트 로이터를 소환해서 베를린 시민들이 봉쇄 중 공수로 전달할 수 있는 제한된 물자로 생활할 수 있는지 질문했다. 에른스트 로이터는 빌리 브란트와 함께 가서 공수 작전이 시행되면 자신은 베를린시를 책임질 수 있으며, 베를린의 자유를 위해서 필요한 희생을 받아들일 수 있다고 밝혔다. 에른스트 로이터 시장은 루시우스 클레이 장군의 결정을 존경하지만, 공수작전의 성공 가능성을 높게 보지는 않는다고 밝혔다. 클레이 장군은 유럽 주둔 미 공군 사령관 커티스 르메이에게 공수작전 시작을 통보했다.
6월 26일 미국 공군의 첫 수송기가 프랑크푸르트(라인마인 공군기지) 및 비스바덴에서 베를린 템펠호프 공항으로 날아오면서 공수작전이 시작되었다(Operation Vittles 또는 Operation Proviant). 영국 공군은 6월 28일 분스토르프 비행장에서 가토 비행장으로 더글러스 C-47 수송기를 출발하면서 역시 공수작전에 참가했다(Operation Plainfare, 이후 Operation Carter Patterson). 7월 초부터 12월 첫 서리 전까지는 내부식성 때문에 영국군 비행정도 소금 수송에 동원되었다. 엘베강 하구에 있었던 함부르크 핑켄베르더 비행장에서 이륙하여 베를린 시내의 하펠강 및 반제호에 착륙했다. 오스트레일리아 공군도 참여했다(Operation Pelican).

### 공수작전 진행

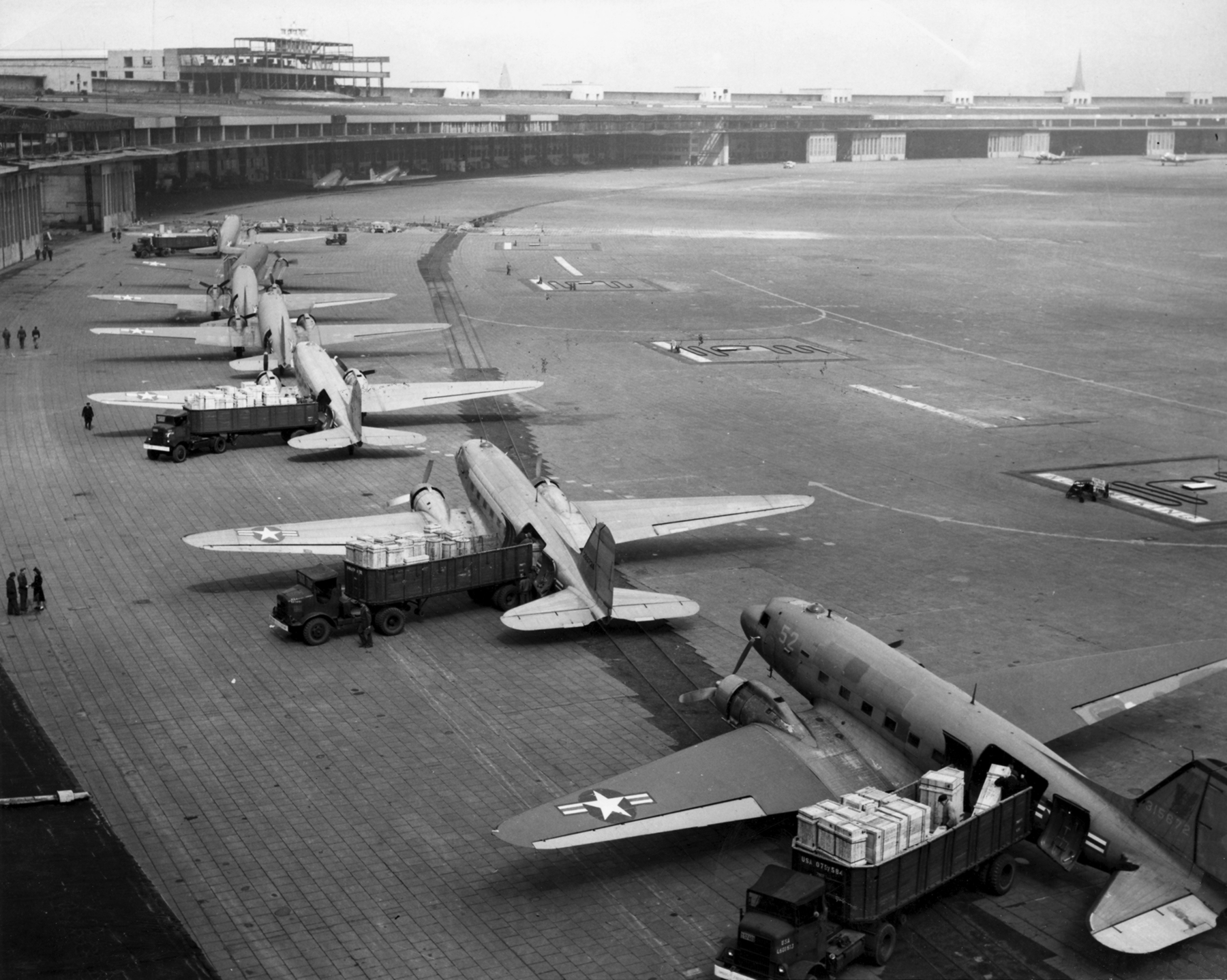
템펠호프 공항에서 화물을 하역하는 더글러스 C-47, 1948년

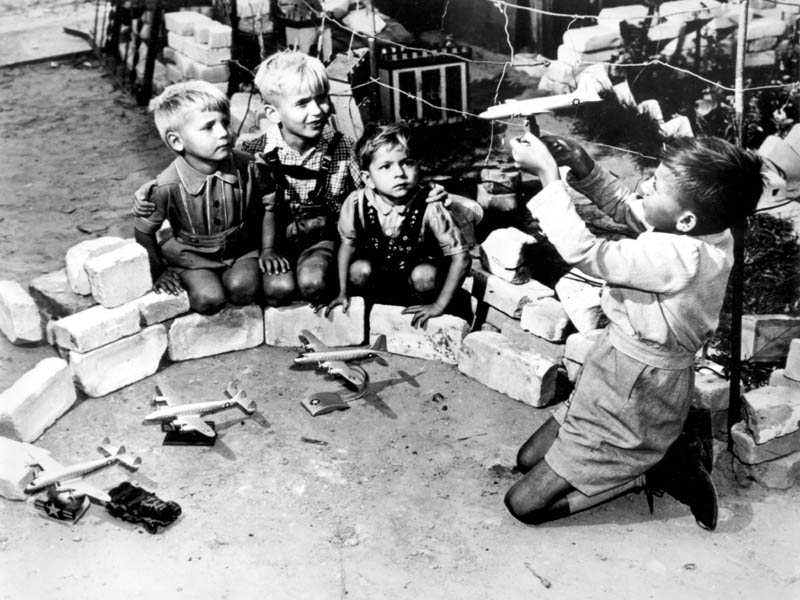
비행기 모형을 가지고 노는 어린이, 1948년

공수작전 초기에는 하루 750톤을 수송할 수 있다고 예상했다. 1948년 7월 서방 연합군이 서베를린 지역에서 진행한 설문 조사에 의하면 공수작전이 진행되어도 월동이 불가능하다고 판단하여 소련에 항복하는 것이 불가피하다고 생각했다. 동베를린 지역의 의견도 다르지 않았다. 오토 주어(Otto Suhr) 베를린 시의회 의장도 서방 연합군이 항복하고 베를린에서 철군할 것을 예상했다. 따라서 공수작전으로 수송할 물자와 인적 자원을 적재적소에 투입해야만 했다. 겨울철에 증가하는 난방 및 화력 발전용 석탄 수요에도 대비해야 했다.
제2차 세계 대전 당시 히말라야산맥을 넘는 공수 작전(더 험프)을 지도했던 윌리엄 H. 터너 중장은 1948년 7월 23일 비스바덴에 미국과 영국 공군을 총괄 지휘하는 사령부(Combined Airlift Task Force, CALTF)를 설립했다. 그의 노력으로 1948년 7월 말에는 하루 2000톤의 물자를 수송할 수 있었다.
수송 물자의 3분의 2는 석탄이었다. 영국군 점령지에 있었던 파스베르크 비행장(Flughafen Faßberg)에서 출발했고 이후 미군이 공수작전을 진행했다. 영국군은 구호물자의 3분의 1일 수송했다. 미군과 달리 영국군은 영국유럽항공이 주도하여 25개 항공사에서 다양한 항공기종을 동원했다. 미국에서 구호 물자로 영국으로 보낸 곡물도 공수작전의 일환으로 독일로 배송되었기 때문에 영국에서는 2차 대전 중에도 시행하지 않았던 곡물 배급제가 시행되었다. 영국군은 미군과 달리 베를린발 화물도 서방 세계로 이송했으며, 한 예로 서베를린의 어린이들을 서독 지역의 병원으로 이송하여 치료 및 재활을 도왔다.
공수작전에 사용되는 항공기 종류, 활주로, 항공기 유지보수, 하역 과정, 항로 등을 최적화하여 화물 수송량을 증가시켰다. 나중에는 함부르크 및 프랑크푸르트 항로를 베를린행 항로, 하노버 항로를 베를린발 항로로 사용했고 500피트 고도 간격으로 수송기 5기가 동시에 비행했다. 1948년 8월 13일(블랙 프라이데이)에는 베를린 템펠호프 공항 활주로 가시거리가 불량해서 비스바덴에서 이륙한 수송기가 3분 간격으로 착륙할 수 없었고 3,000피트부터 11,000피트 상공에서 선회하고 있었다. 이는 당시 항공 관제사가 통제 불가능한 수준이었다. 터너 중장이 탑승하고 있었던 수송기 아래쪽으로 항공기 3기가 활주로에 추락했고, 이 중 1기는 전소되었다. 터너 중장은 안전하게 착륙하기 위해서 선회 중이었던 수송기를 회항시켰고, 향후 수송기가 착륙할 수 없으면 출발지로 회항한 후 다음 베를린행 출발을 대기하도록 지시했다. 이후 수송기가 3분 간격으로 착륙할 수 있게 되었다. 항공기 관리 일정을 조정하여 지상에 계류하는 시간을 75분에서 30분으로 단축했다. 공중에서 착륙하지 않고 물자를 지상으로 던져서 하역하는 시도는 몇 번 있었으나 경제성이 없어서 포기했다.
영국과 미국 외에도 오스트레일리아, 뉴질랜드, 캐나다, 남아프리카 공화국 공군이 참여했다. 한편 프랑스는 인도차이나 전쟁에 공군력을 사용하고 있었기 때문에 공수작전에 소규모 수송기만 보낼 수 있었다. 융커스 Ju 52/3m 수송기를 토입하여 프랑스군 주둔지에만 보급할 수 있었다. 그 대신 프랑스군 점령지에는 나중에 베를린 테겔 공항이 되는 새로운 활주로를 건설했다. 1948년 12월 중순 장 가네발(Jean Ganeval) 장군의 명령으로 프랑스군 활주로 접근에 방해가 되는 소련군 점령지에 있었던 송신탑을 폭파 철거했다. 해당 송신탑은 브란덴부르크에 새로 건설되었다.
서베를린 봉쇄 중의 에른스트 로이터(SPD) 시장은 베를린 체제 유지의 상징이 되었다. 1948년 9월 9일 독일 국회의사당에서 한 연설은 다음과 같다.
틀:"
2년 후인 1950년 9월 18일 타임 지의 표지 모델로 선정되었고 특집 기사로 다뤄졌다.

### 수송량
공수작전 최적화와 진행을 통한 경험 획득, 인력과 정비 강화, 물자 개선을 통해서 일간 수송량을 증가시켰다. 1948년 8월 말에는 여름철에 필요한 생필품, 석탄, 휘발유, 경유, 의약품, 기타 물품을 예상한 최소 필요량보다 더 수송할 수 있었다. 1948년/1949년 겨울 날씨가 따뜻했던 탓에 겨울철에 필요할 것이라고 예상했던 양의 물자를 수송할 필요는 없었다. 안개로 인하여 가시거리가 확보되지 않았던 날에는 수송량이 감소했기 때문에 1948년 말에는 안개가 낀 날에는 수송이 어려웠다. 1949년 초에는 미국 측에서 지상접근통제관제 및 CPS-5를 사용한 계기 비행을 도입했다. 봉쇄된 베를린 시내에는 동력 자원이 충분하지 않아서 1948년 11월에 서베를린 내 소련군 비축물자를 압류했다. 영국군은 수송기의 항법 시스템을 개선하여 베를린으로 충분한 연료를 수송할 수 있었다. 공수작전에서 투입된 물량의 총량은 다음과 같다.
| 시기                       | 일일당 톤 수 | 주석                                 |
| -------------------------- | ------------ | ------------------------------------ |
| 봉쇄 이전 하계 물자 수입량 | 10,900       |                                      |
| 최소 하계 물자 필요량      | 4,500        | 생필품 1,360톤 및 석탄, 휘발유, 경유 |
| 최소 동계 물자 필요량      | 10,000       | 대부분 난방용 석탄                   |
| 공수작전 투입량            |              |                                      |
| 첫 주                      | 80           |                                      |
| 둘째 주                    | 910          |                                      |
| 1948년 7월                 | 2,020        |                                      |
| 1948년 8월 말              | 4,500        | 하계 물자 필요량에 최초로 도달함     |
| 1948년 8월                 | 3,480        |                                      |
| 1948년 9월                 | 4,220        |                                      |
| 1948년 10월                | 4,320        |                                      |
| 1948년 11월                | 3,430        | 11월 26일부터 안개                   |
| 1948년 12월                | 4,140        | 12월 6일까지 안개                    |
| 1949년 1월                 | 5,030        |                                      |
| 1949년 2월 20일            | 185          | 안개                                 |
| 1949년 2월                 | 4,930        |                                      |
| 1949년 3월                 | 5,740        |                                      |
| 1949년 4월 15일/16일       | 11,700       | 부활절 특별공수                      |
| 1949년 4월                 | 7,120        |                                      |
| 1949년 5월 12일            |              | 전면 봉쇄 해제                       |
| 1949년 5월                 | 7,340        |                                      |
| 1949년 6월                 |              | 자료 없음                            |
| 1949년 7월 24일            |              | 2개월분의 추가 물자 비축 완료        |
| 1949년 7월                 | 7,410        |                                      |
| 1949년 8월 1일             |              | 공수 작전 단계적 축소                |
| 1949년 8월                 | 2,320        |                                      |
| 1949년 9월                 | 450          |                                      |
| 1949년 9월 30일            |              | 공수작전 종료                        |

1948년 6월부터 1949년 9월까지 물자 총 210만 톤(미군 수송기로는 160만 톤)을 수송했고, 석탄 144만 톤, 식료푼 485,000톤, 공항 및 발전소 건설 자재 16만 톤을 공수했다. 부피를 감소시키기 위해서 탈수 과정을 거친 가루분유, 건조야채, 건조감자, 밀가루를 수송했다. 베를린발 화물도 74,145톤 수송되었으며, 대부분 봉쇄 중인 베를린 시내에서 생산한 공산품으로 "봉쇄된 베를린에서 생산됨"(Hergestellt im Blockierten Berlin)이라는 표시가 되어 있었다. 한편 승객 227,655명도 수송되었다.
| 미국 주둔 유럽 공군 통계                     | 합계          | 미군 수송량   | 영국군 수송량 |
| -------------------------------------------- | ------------- | ------------- | ------------- |
| 왕복 항공편                                  | 277,569       | 189,963       | 87,606        |
|                                              |               |               |               |
| 베를린행 화물 수송량(전체), 미터법 톤 환산   | 2,109,666.8 t | 1,618,029.9 t | 491,636.9 t   |
| 생필품                                       | 486,890.9 t   | 268,816.3 t   | 218,074.5 t   |
| 석탄                                         | 1,438,821.6 t | 1,289,217.3 t | 149,604.3 t   |
| 기타 물품                                    | 183,954.4 t   | 59,996.3 t    | 123,958.1 t   |
|                                              |               |               |               |
| 베를린발 화물 수송량(전체), 미터법 톤 환산   | 74,144.9 t    | 41,628.6 t    | 32,516.3 t    |
|                                              |               |               |               |
| 수송 승객 수                                 | 227,655       | 62,749        | 164,906       |
| 베를린행                                     | 60,078        | 25,263        | 34,815        |
| 베를린발                                     | 167,577       | 37,486        | 130,091       |
| 1948년 6월 26일부터 1949년 9월 30일까지 통계 |               |               |               |

영국 왕립공군은 민간인을 가토 비행장에서 뤼베크 및 분스토르프 공항으로 수송했다. 1948년 6월 말부터 1949년 5월 초까지 약 68,000명의 베를린발 승객을 수송했으며, 철도 승차권 정도의 요금을 받았다. 어린이는 무료로 비행할 수 있었다.
화물 수송량은 대부분 템펠호프 공항에 집중되어 있었으며, 비행기 이착륙 횟수는 가토 비행장이 가장 많았다.

### 종료

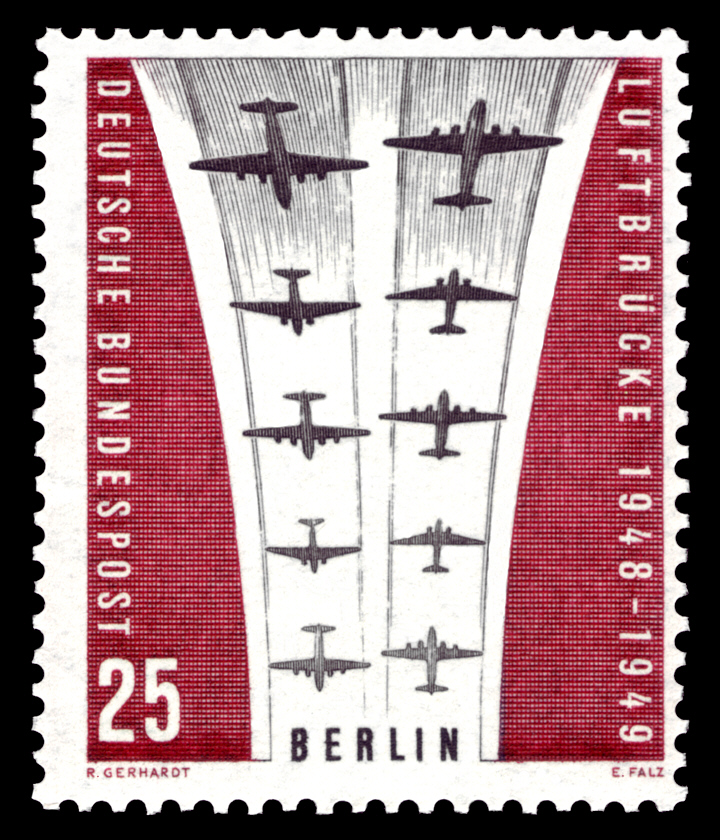
1959년 베를린 봉쇄 종료 기념우표

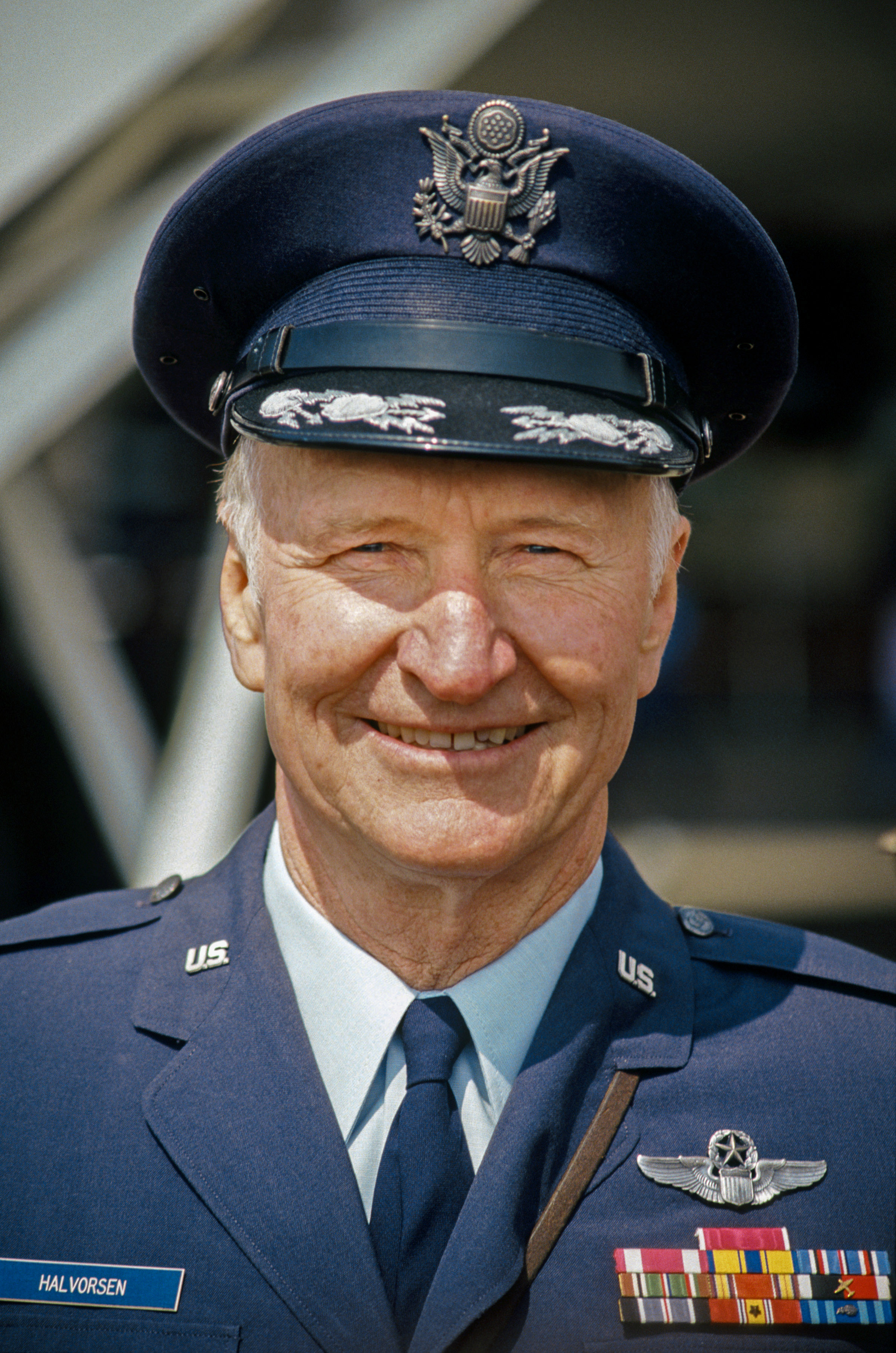
게일 핼버슨(Gail Halvorsen)

베를린 봉쇄에 대응하기 위해서 서방 연합군은 소련군 점령지와 동베를린에 첨단 기술 상품 판매를 금지하고 일반 무역을 차단했으며, 서베를린이 소련의 점령을 저항한다는 것을 베를린 공수작전으로 보여 준 끝에 소련은 봉쇄를 해제했다. 1949년 5월 11일/12일 자정 직전에 소련군 점령지에서 서베를린으로의 송전을 재개했고 0시 1분에 도로, 수도 공급을 재개했다. 그 후에도 몇 차례 더 통행 제한이 가해졌으나 서방 연합군 측의 지속적인 항의로 봉쇄 이전의 통행 자유는 1949년 가을에예 회복되었다. 봉쇄 종료 이후에도 2개월분 비축 물자를 확보할 때까지 공수작전은 축소된 규모로 계속되었다. 1949년 9월 30일 공수작전은 공식적으로 종료되었고, 그 날 템펠호프 공항에는 석탄 10톤을 실은 마지막 수송기가 착륙했다.

## 사고

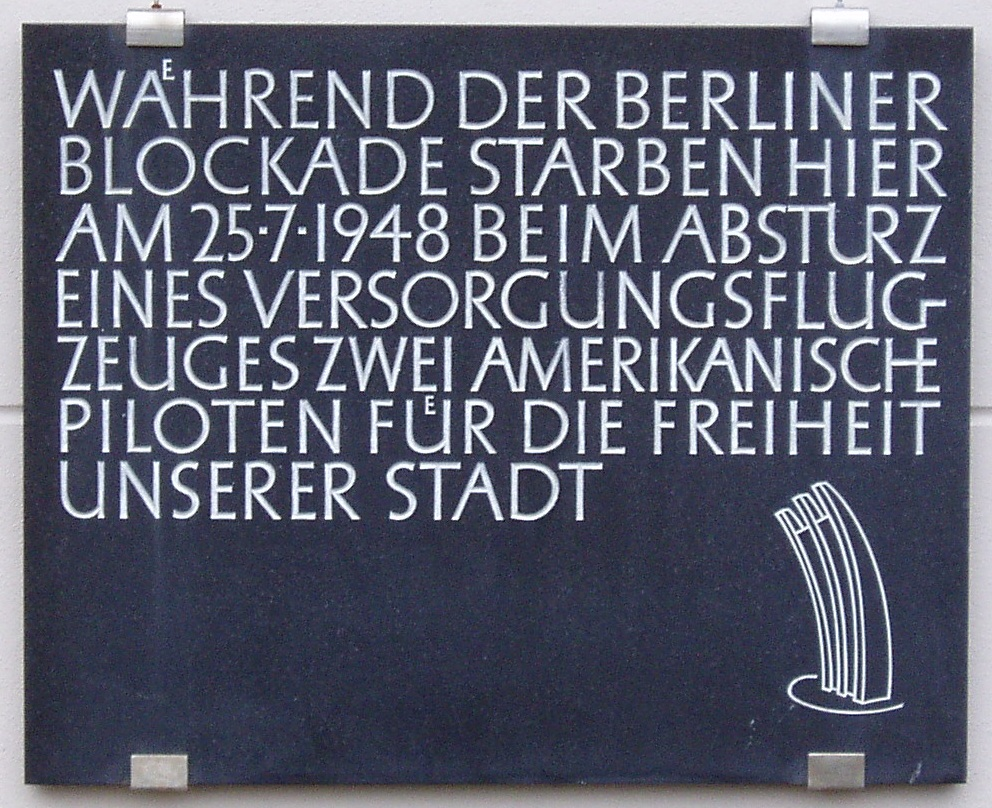
베를린 공수작전 중 사망자 추모비

공수작전 중에도 공중사고, 지상사고로 인한 인명 피해가 있었다. 군사 자료에 접근할 수 없었기 때문에 사람마다의 집계 수치에는 차이가 있으며, 미군 측 사망자가 31명이라는 사실이 지배적이다. 더글러스 DC-4 (C-54 및 R5D 포함) 기종의 사고는 기체 일련번호별로 정리되었다. 1948년 8월 13일부터 1949년 7월 12일까지 미국 공군 및 미국 해군에서는 총 사고 10건, 인명 피해는 15명이 발생했다.
영국 측 사망자는 40명, 서독 측 사망자는 13명(승객 7명)이 기록되었다. 미국 측만으로 한정하면 사고 120건, 사망 101명이었다. 그러나 당시 미국 측의 항공기 운용 시간에 따른 사고 건수의 예상보다 50% 이하의 사고만 발생했다.

## 소련의 대응
소련 측에서의 방해 공작도 없지는 않았다. 소련군 점령지를 비행하고 있는 동안 소련 전투기가 출격하거나, 항로 경계선 근처에서 현란한 조명으로 조종사의 정신을 잃게 하는 사건이 있었다. 미국 조종사의 기록에서는 방해 행위가 733건 기록되었다. 이 시기에 서방 연합군 조종사들은 처음으로 MiG-15 전투기와 실전에 들어갔다.

## 지원 시설

### 독일 외부
서독에서 생산된 물자뿐만 아니라 서독으로 수입된 물자도 공수작전에 투입되었다. 당시 항공기로는 미국에서 독일로 작항할 수 없었기에 중간 경유지가 필요했다. 그린란드의 캉게를루수아크(미국 공군 기지 Bluie West Eight) 및 나흐사흐수악(미국 공군 기지 Bluie West One)에서 중간 급유를 수행했다.

### 항공 관제
서베를린 공역의 항공 관제는 서방 연합군으로 구성된 베를린 항공 안전 통제 센터(Berlin Air Safety Control Center)에서 담당했다. 서독의 미국 점령지는 프랑크푸르트 암 마인, 영국 점령지는 바트 엘리센에서 항공 관제를 담당했다.

### 베를린
베를린의 가토 비행장(영국령), 템펠호프 공항(미국령) 및 1948년 12월부터는 테겔 비행장(프랑스령)으로 수송기가 도착했다. 가토와 템펠호프 비행장에는 풀밭 활주로만 있었으나 공수작전 중에 잦은 항공기 이착륙을 버틸 수 있도록 개선되었다. 한편 테겔 지역에서는 과거 로켓 시험장으로 사용된 곳에 활주로를 건설했고, 서독 노동자 19,000명(여성 비율 약 50%)을 동원해서 90일만에 필요한 건물과 활주로를 건설했다. 당시 건설된 활주로는 2,400 m 규모로 유럽에서 가장 긴 활주로였다. 템펠호프 공항은 악조건에도 비행기가 착륙할 수 있고 고밀도 운항을 효율적으로 대응할 수 있도록 레이다 시스템을 개량했다. 함부르크 핑켄베르더 비행장에서는 영국 비행정이 이륙하여 하펠강과 반제호에 착륙했다.

### 서독

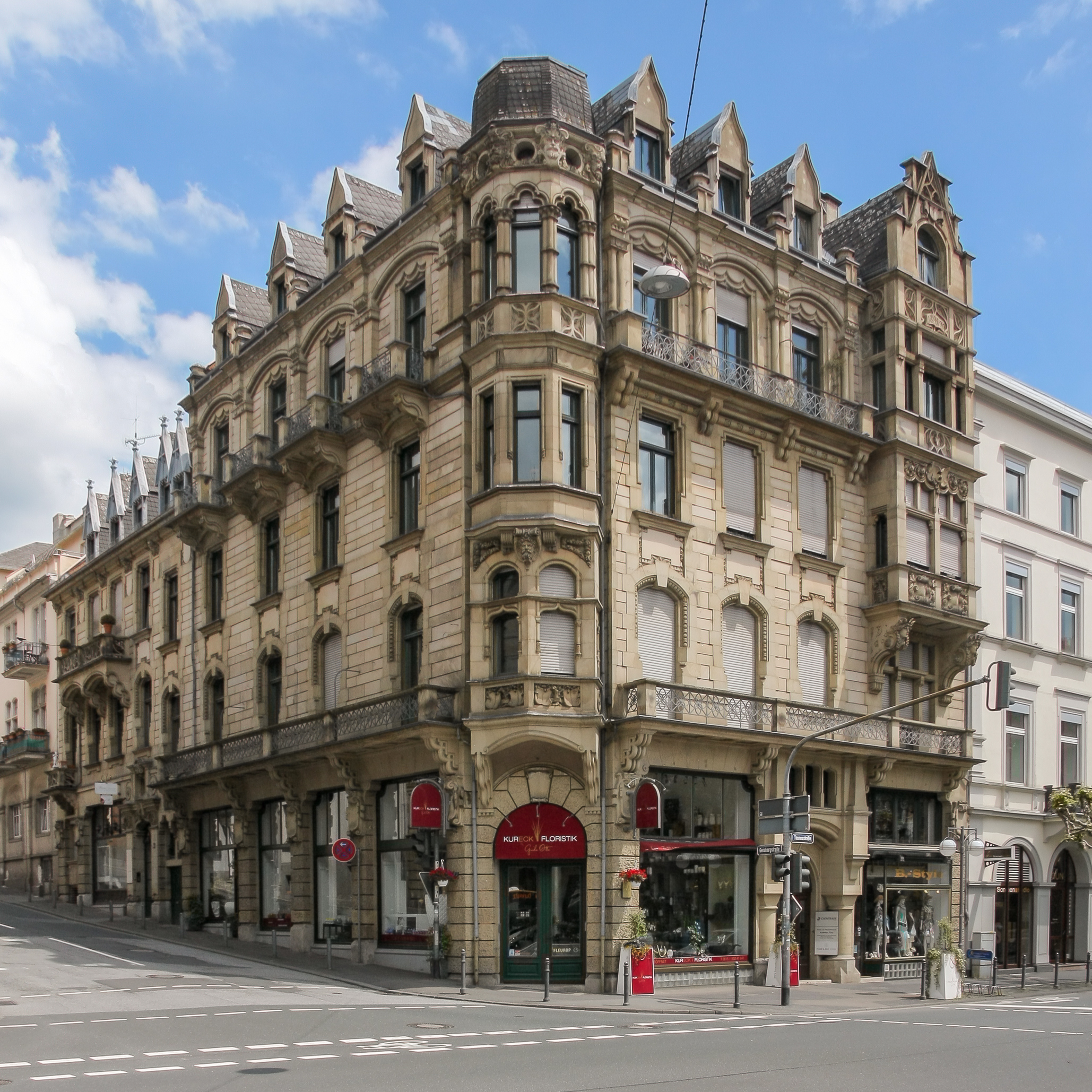
비스바덴 CALTF 건물

미국 측에서는 비스바덴과 프랑크푸르트 공군기지에서 수송기를 이륙시켰다. 수송량이 중요한 석탄을 이송하는 항공기는 영국령 지역에 있었던 파스베르크 비행장, 분스토르프 비행장, 뤼베크 공항, 첼레-비첸브루흐 비행장, 슐레스비히 비행장에서 이륙했다. 수송기가 이륙할 수 있도록 공항이 일부 증축되었고 화물 수송용 지선 철도가 연결되었다. 공수작전 총 지휘는 비스바덴에 있었던 Combined Airlift Task Force에서 담당했다.

### 매춘
베를린 공수작전 기간 동안 첼레와 같은 대규모 공군 기지가 있었던 곳에서도 매춘이 성행했다. 1948년과 1949년 동안 일부 영국 소속과 당시 독일보다 더 좋은 생활 조건을 갖추고 있었던 미국 소속 조종사, 기술자, 화물 운송사를 대상으로 하는 매춘부가 약 2,000명 있었다. 군정청에서는 성병(Venereal Diseases, VD) 예방에 대한 안내문을 배포하였다. 이 때 사용된 약어 VD는 "Veronica, Danke schön"으로 해석되기도 했다. 성 구매자들이 매춘부를 부를 때 베로니카라고 불렀다는 근거 중 하나이기도 하다.

## 특별 행사

### 사탕 폭격기
사탕 폭격기(영어: Candy bomber)는 미국 조종사 게일 핼버슨(Gail Halvorsen)이 사탕, 초콜릿, 젤리 등을 포장해서 템펠호프 공항에 착륙하기 전에 공항에서 대기하던 어린이들에게 투하했던 것에서 유래했다. 베를린 지역 언론 보도를 통해서 이 사실이 상관들에게도 알려진 후에는 다른 조종사들도 따라하기 시작했다. 미군 조종사뿐만 아니라 미국 민간인도 사탕과 젤리를 기부해서 Operation Little Vittles 작전으로 간식거리를 투하했다. 한편 1948년 크리스마스를 앞두고 한 영국 조종사가 건포도를 투하했던 적이 있었다. 베를린 시민들이 붙인 또 다른 독일어 명칭인 건포도 폭격기(독일어: Rosinenbomber)는 이 사실에서 유래한다.

### 클레런스와 클라리사
노이비베르크 미국 공군 부대에는 풋볼 마스코트였던 수컷 낙타 클레런스(Clarence)가 있었고, 서베를린 어린이에게 줄 구호품을 기부받는 데 도움을 주었다. 다리가 골절되면서 북아프리카 지역에서 다른 암컷 낙타 클라리사(Clarissa)를 공수해야 했다. 1948년 10월 21일 제과류 3톤과 함께 클레런스라는 이름으로 클라리사 낙타를 서베를린으로 수송했다.

### 크리스마스 작전
1948년 크리스마스를 위한 특별 작전으로 비행기에서 산타클로스가 등장하여 선물을 투하했다. 한편 영국 측에서는 서베를린 어린이에게 크리스마스 특별식을 대접하기로 했다. 1948년 12월 20일 산타클로스 작전(Operation Weihnachtsmann) 수행으로 첼레 비행장에서 서베를린 어린이 10,000명에게 줄 선물을 수송했다.

### 미국 문화 유입
서베를린 시민들의 지친 마음을 달래기 위해서 1948년 크리스마스에 미국에서 밥 호프, 유지니아 팰컨버그(Eugenia Lincoln "Jinx" Falkenburg), 어빙 벌린을 초청하여 템펠호프 공항에서 공연을 열었다. 이 때는 비스바덴 공군 기지에서도 공연을 보러 온 방문자가 있었다. 어빙 벌린은 이 공연을 위해서 Operation Vittles라는 곡을 작곡 및 초연했고, 일부 GI들은 후렴구를 연습했다.

### 부활절 작전
터너 장군은 1949년 4월 15일과 16일에 부활절 퍼레이드를 기획했고, 24시간 동안 1,398편을 투입해서 화물 12,849톤을 수송했다. 당시 하루 수송량 중 최대 규모였다. 곡물, 분유, 건조감자 등 식량 외에도 난방 및 발전용 석탄, 휘발유, 의약품 등 물자를 수송했다. 부활절 작전을 진행하면서 얻은 경험을 토대로 향후 공수량을 더 늘릴 수 있었다.

## 항공기 종류

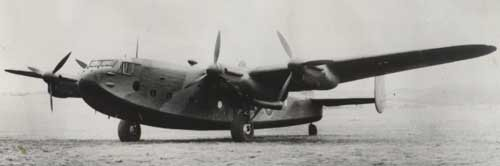
영국 왕립공군의 Avro 요크

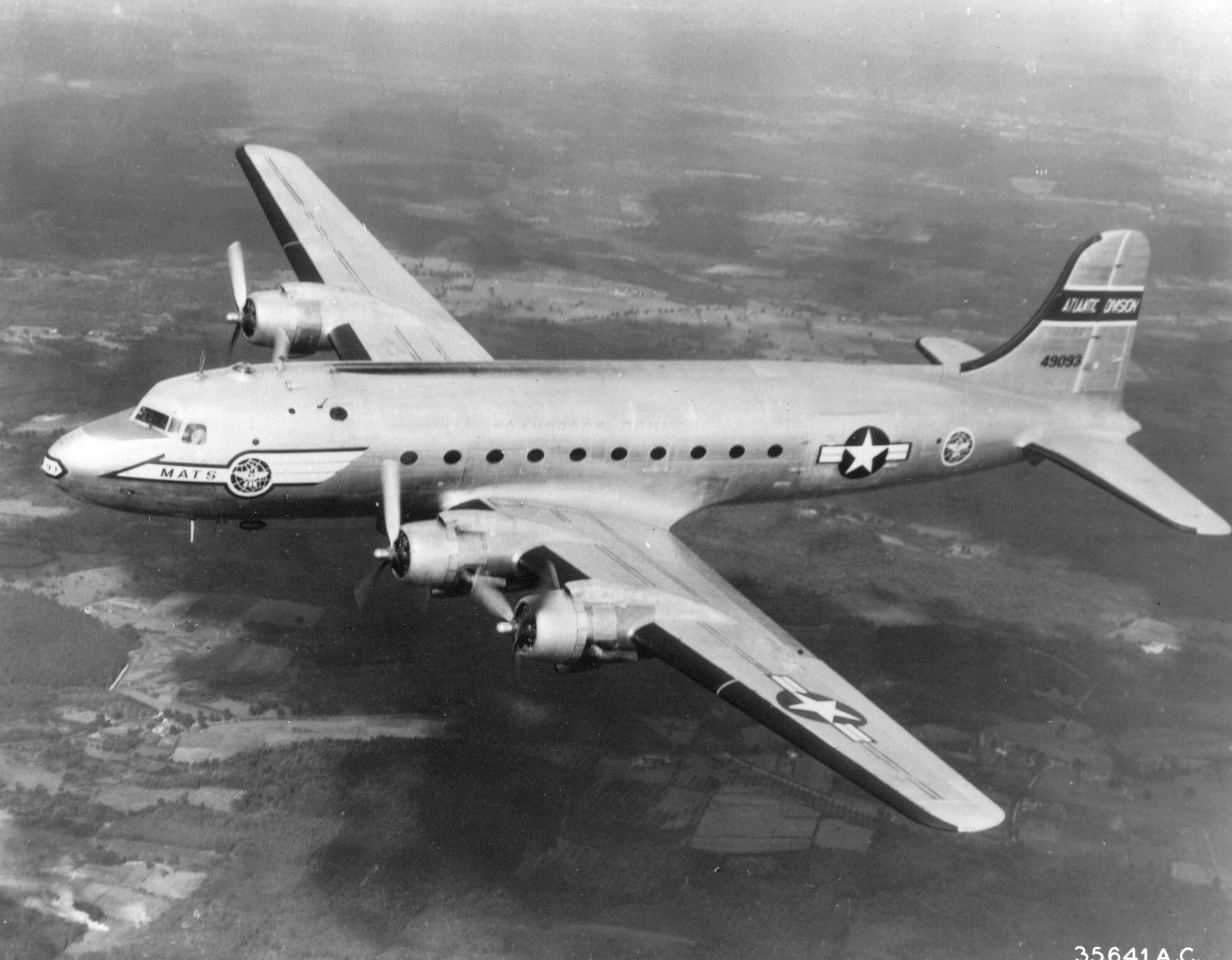
미국 공군의 더글러스 C-54 스카이마스터

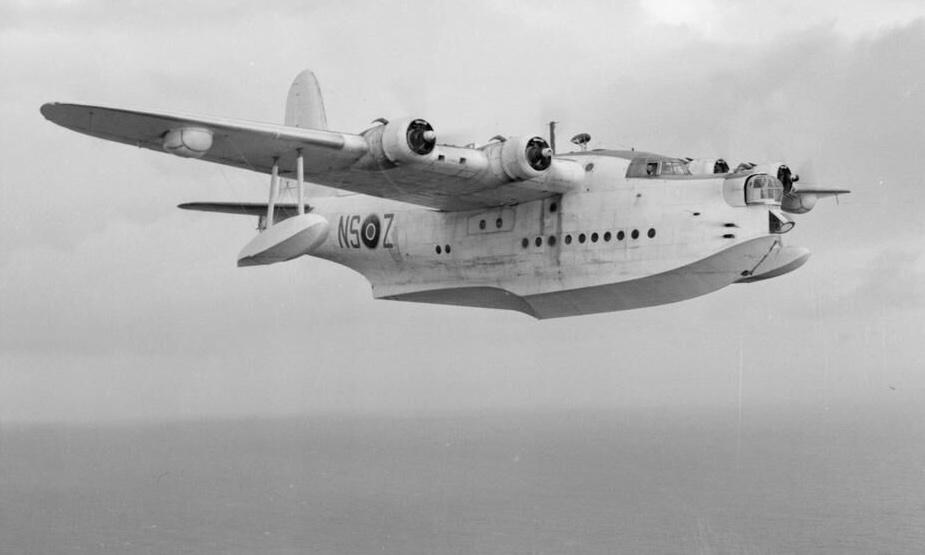
영국 왕립공군의 쇼트 선더랜드 비행정

공수작전 초기에 미국에서는 2발기 더글러스 DC-3의 민간용 및 군용 C-47 스카이트레인을 투입했다. 최대 화물 적재량이 3톤이었기 때문에 수송량이 더 컸던 4발기 더글러스 C-54 스카이마스터 및 민간용 더글러스 DC-4를 투입했다. 최대 화물 적재량은 9톤이었고 비행 속도도 더 빨랐다. 공수작전 동안 C-54/DC-4 380기를 동원했고 이 중 225기는 미국 국적이었다. 기타 미국 항공기로는 보잉 C-97 스트라토프라이터 및 더글러스 C-74 글로브마스터가 투입되었다. 이들은 최대 화물 적재량이 당시 거대규모였던 20톤이었으나 공수작전에 활발하게 투입되지는 않았다.
미국 측에서 비행기 종류를 최소화하여 공수작전을 최적화할 수 있었다. 각각 비행기의 운항 속도와 특성이 동일했기 때문에 비행기간 거리를 최소화하고 이착륙 빈도를 최대화할 수 있었다. 또한 검수 및 대체 부품 수급을 원활하게 할 수 있었다. 한 기종으로 훈련받은 조종사를 비상 시 다른 기체에도 투입할 수 있었다. 화물 적재 및 하역 작업도 표준화를 통한 최적화가 가능했다. 반면 영국 측에서는 다양한 비행기를 투입했다. 대부분 비행기는 과거 영국산 폭격기나 민간용 수송기였다. 영국 왕립공군만으로는 수송기가 부족해서 민간 항공사의 도움을 빌려야 했다. 내부식성이 강한 비행정을 투입하여 소금 수송에 사용했다. 겨울에는 비행정을 사용할 수 없었기에 핸들리 페이지 핼리팩스(Handley Page Halifax) 폭격기로 소금을 수송했다. 프랑스에서 융커스 Ju 52 항공기를 잠깐 사용했던 것을 제외하면 독일제 항공기는 물류 및 정치적인 이유로 사용되지 않았다.
한편 윌리엄 터너 장군의 뜻에 따라 과거 루프트바페의 장군이었던 한스데틀레프 헤르후트 폰 로덴(Hans-Detlef Herhudt von Rohden)을 비롯한 과거 독일 항공기 기술자를 과거의 고용 금지 조항을 유보하면서 고용하였고, 미군 측의 인원을 초월하였다.
공수작전에는 다음 항공기를 투입했다.
- 아브로 랭커스터
- 아브로 요크
- 아브로 688 튜더 1
- 아브로 689 튜더 2
- 아브로 랭카스터리안
- 보잉 C-97 스트라토프라이터
- 브리스톨 170
- 컨살러데이티드 B-24 리버레이터
- 컨설리데이티드 PBY 카탈리나 비행정
- 더글러스 C-47 스카이트레인 및 더글러스 DC-3
- 더글러스 C-54 스카이마스터 및 더글러스 DC-4
- 더글러스 C-74 글로브마스터
- 페어차일드 C-82 패킷
- 핸들리 페이지 핼리팩스 및 헐튼
- 핸들리 페이지 헤이스팅스
- 융커스 Ju 52/3m
- 쇼트 S. 25 선더랜드
- 비커스 바이킹

## 기념

### 기념 시설

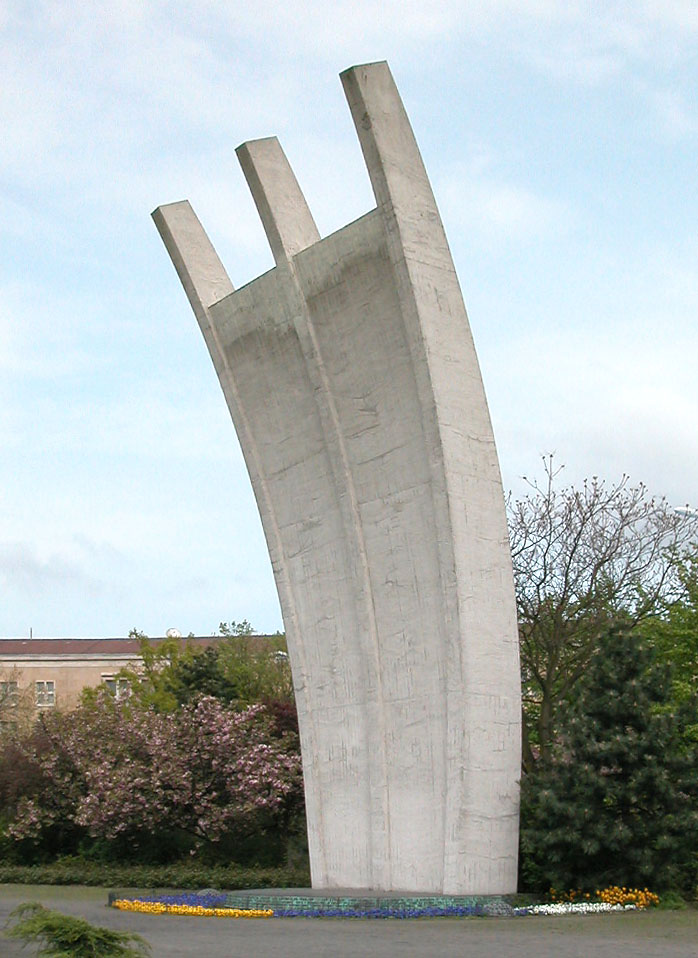
템펠호프 공항의 기념비, 2002년
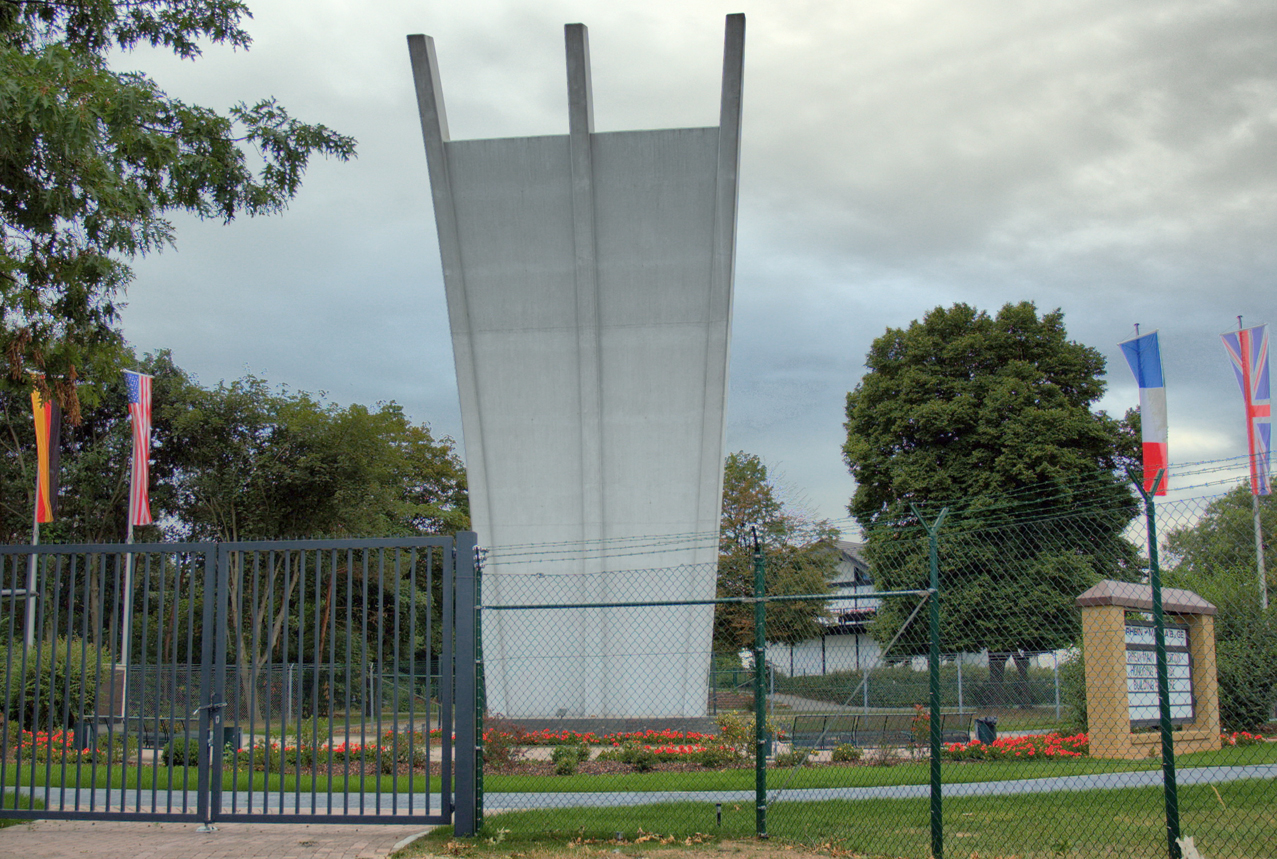
프랑크푸르트 공항의 기념비, 2008년
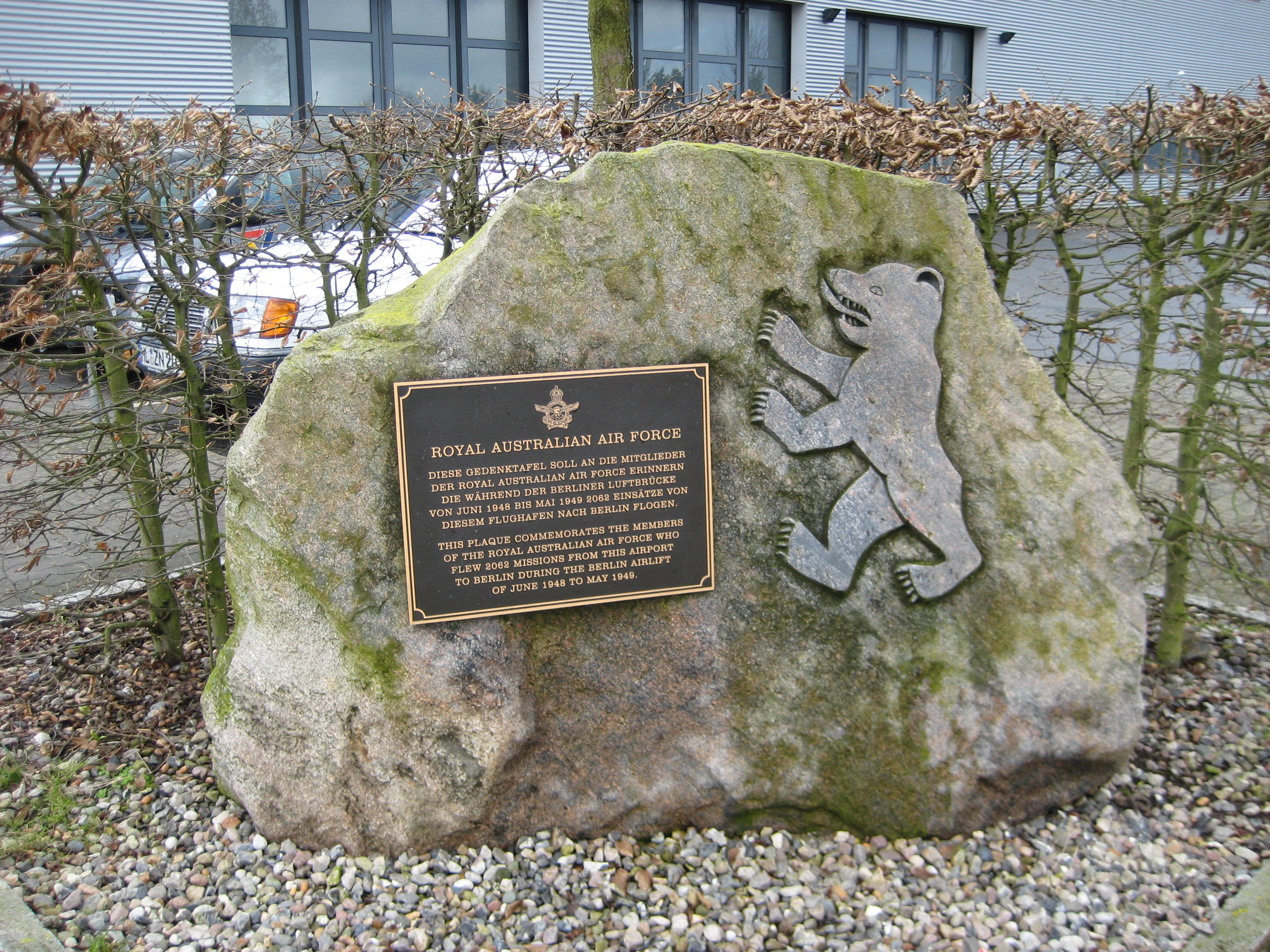
뤼베크 공항의 오스트레일리아 공군 기념비, 2008년
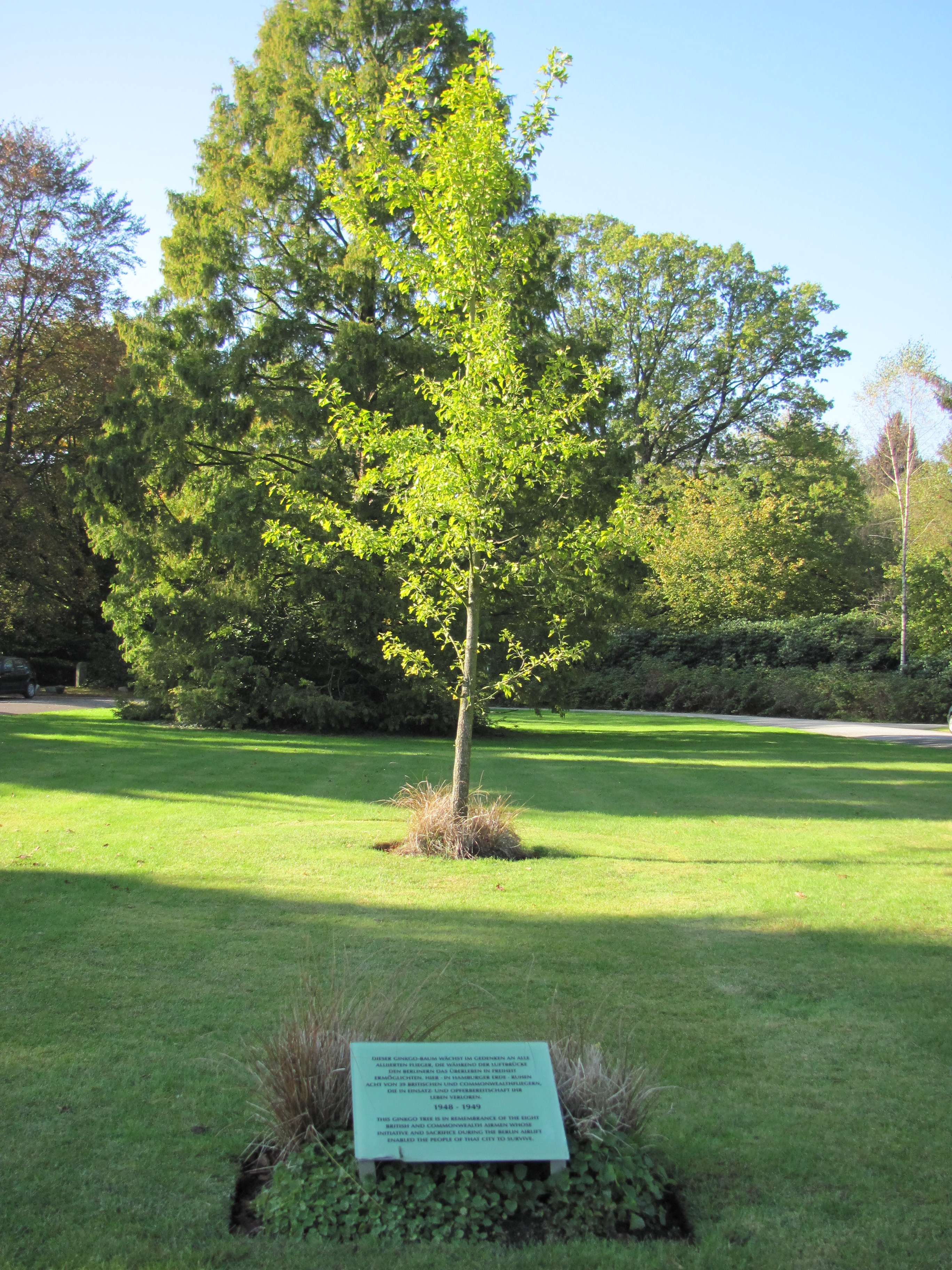
함부르크 올스도르프 묘지의 은행나무와 기념비

1951년 베를린 템펠호프 공항에 에두아르트 루트비히(Eduard Ludwig)가 설계한 공수작전 기념비가 설립되었다. 프랑크푸르트 국제공항 및 첼레 비행장에도 기념비가 설립되었다. 파스베르크 비행장에는 베를린 공수작전을 다루는 박물관이 있다. 에르딩 비행장의 윌리엄스빌(Williamsville) 관사는 사고로 사망한 조종사를 추모하는 뜻으로 이름이 붙여졌다. 2012년 5월 11일 과거 가토 비행장이자 현재의 독일 연방군 군사역사 박물과의 관제탑에 새로운 기념비가 설립되었고, 과거 오스트레일리아 공군 C-47 수송기가 전시되었다.
1959년 빌리 브란트 시장은 공수작전 기념 재단(Stiftung Luftbrückendank)을 설립했다. 약 160만 마르크의 액수가 모금되었고, 재단의 투자 이익금으로 베를린 공수작전으로 희생된 조종사 유족에게 재정적인 지원을 했다. 현재의 재단 목적은 베를린 봉쇄와 공수작전을 기념하는 활동을 지원하고 있다.
함부르크의 올스도르프 묘지에는 희생자를 기념하는 석판과 은행나무가 있다.

### 케네디 대통령의 베를린 방문
공수작전 시작 15주년이자 베를린 장벽이 지어진 직후에 존 F. 케네디 미국 대통령이 서베를린을 방문했다. 1963년 6월 26일 당시 서베를린 시청사였던 쇠네베르크 구청 앞에서 했던 나는 베를린 사람입니다 연설에서 베를린 공수작전 중에 보여 주었던 미국인과의 연대와 지원을 강조했다.

### 기념 축제
2019년 5월 12일 베를린 공수작전 70주년을 기념하기 위해서 템펠호프 공항 격납고와 주기장에서 행사를 개최했다. 98세가 된 게일 핼버슨 미군 조종사를 포함한 베를린 공수작전 참가자도 행사에 참가했다.

## 참고 문헌
- Corine Defrance, Bettina Greiner Ulrich Pfeil (Hg.): Die Berliner Luftbrücke. Erinnerungsort des Kalten Krieges, Christoph Links Verlag, Berlin 2018, ISBN 978-3-86153-991-9.
- Heiner Wittrock: Fliegerhorst Wunstorf, Teil 2 (1945–1998), hrsg. von der Stadt Wunstorf.
- Gerhard Keiderling: Rosinenbomber über Berlin. Dietz Verlag, Berlin 1998, ISBN 3-320-01959-7.
- Ulrich Kubisch u. a. für Deutsches Technikmuseum: Auftrag Luftbrücke. Nicolai Verlag, 1998, ISBN 3-87584-692-3.
- John Provan: The History of Rhein-Main Air Base Kindle ebook, Halle 2011, ISBN 978-0-945794-13-4.
- John Provan: Big Lift. Die Berliner Luftbrücke 26. Juni 1948 – 30. September 1949. Edition Temmen, Bremen 1998, ISBN 3-86108-706-5.
- John Provan: The Berlin Airlift – Vol 1 The Men that made the airlift work. LZC, Halle 2011, ISBN 0-945794-16-9, ibooks- und Kindle ebook, Geschichte der Luftbrücke, Fotos und Tabellen.
- John Provan: The Berlin Airlift – Vol 2 The Task Force Times newspaper. LZC, Halle 2011, ISBN 0-945794-17-7. ibooks und Kindle ebook, Scans der Ausgaben der amerikanischen Truppenzeitschrift zur Luftbrücke.
- John Provan: The Berlin Airlift – Vol 3 The Men that made the airlift work. LZC, Halle 2011, ISBN 0-945794-18-5. ibooks und Kindle ebook, Liste aller US Einheiten und Namensliste der US Militärangehörigen.
- Walter Lehweß-Litzmann: Absturz ins Leben. Dingsda-Verlag, Querfurt 1994, ISBN 3-928498-34-7.
- Gail S. Halvorsen: Kaugummi und Schokolade: Die Erinnerungen des Berliner Candy Bombers. edition Grüntal, Berlin 2005, ISBN 3-938491-02-7.
- Klaus Scherff: Luftbrücke Berlin. Motorbuch Verlag, Stuttgart 1998, ISBN 3-87943-417-4.
- Margot Theis-Raven, Gijsbert van Frankenhuyzen: Mercedes und der Schokoladenpilot. Eine wahre Geschichte über die Berliner Luftbrücke und Süssigkeiten, die vom Himmel fielen. edition grüntal Kinderbuch, Berlin 2005, ISBN 3-938491-03-5.
- Roger G. Miller: To Save a City: The Berlin Airlift 1948–1949. 보관됨 2011-11-27 - 웨이백 머신 (PDF; 9,8 MB) Air Force History and Museum Program, United States Government Printing Office, 1998, 1998-433-155/92107.

## 영화
- Operation Vittles(1948년)
- Die Luftbrücke – Nur der Himmel war frei(2005년) Ulrich Tukur, Heino Ferch, Bettina Zimmermann, Ulrich Noethen. 186분.[48]
- Die Luftbrücke. 다큐멘터리, ZDF 2005년.
- Es begann mit einem Kuß 영화, 1950년.

## 참조
1. 1 2 3 4 5 6 7  Roger Gene Miller: To Save a City: The Berlin Airlift 1948–1949. 보관됨 2011-11-27 - 웨이백 머신 (PDF; 9,8 MB; 135 S.) Air Force History and Museum Program, United States Government Printing Office, 1998, 1998-433-155/92107
2. 1 2 3 4 5 6 7 8 9 10 11  Ann Tusa, John Tusa: The Berlin Blockade. Coronet Books, Coronet Ed., 1989, ISBN 0-340-50068-9, 557 S.
3. ↑  Richard Reeves: Daring Young Men: The Heroism and Triumph of The Berlin Airlift, June 1948 – May 1949. Simon and Schuster, 2010, ISBN 978-1-4391-9984-8, 336 S.
4. 1 2  Wolfgang Julien Huschke (2008). 《Die Rosinenbomber: die Berliner Luftbrücke 1948/49; ihre technischen Voraussetzungen und deren erfolgreiche Umsetzung》. Berliner Wissenschafts-Verlag. ISBN 978-3-8305-1485-5.
5. ↑  „agreement concerning the creation of a system of air corridors to be used for flights in the respective Zones of occupation in Germany“
6. ↑  „Flight rules for aircraft flying in air corridors in Germany and the Berlin Control Zone“
7. ↑  „full freedom of action, at any time of day and night, without prior notification, by aircraft of the nations governing Germany“
8. ↑  Avi Shlaim: The United States and the Berlin Blockade, 1948–1949: A Study in Crisis Decision-making. In: International crisis behavior series, Vol. 2, University of California Press, 1983, 463 S., ISBN 978-0-520-04385-5.
9. ↑  Judith Michel: Willy Brandts Amerikabild und -politik 1933–1992. In: Dittmar Dahlmann, Christian Hacke, Klaus Hildebrand, Christian Hillgruber, Joachim Scholtyseck (Hrsg.): Internationale Beziehungen. Theorie und Geschichte, Band 6. Vandenhoeck & Ruprecht, 2010, ISBN 978-3-86234-126-9, S. 91.
10. ↑  Helena P. Schrader: The Blockade Breakers: The Berlin Airlift. The History Press, 2011, ISBN 978-0-7524-6803-7.
11. ↑  Zit. n. Volker Koop in: Die Luftbrücke (ZDF History, 24. Juni 2008).
12. 1 2  Combined Airlift Task Force (CALTF): A Report On The Airlift, Berlin Mission; the operational and internal aspects of the advance element. (PDF; 100 S.) Veröffentlichung der US Air Force auf Grundlage eines Berichts von William H. Tunner, 1975
13. ↑  Berlin airlift: a USAFE summary. (PDF; 214 S.) United States Air Forces in Europe, 1949
14. ↑  “Unfallbericht DC-4/C-54G 45-514” (영어). Aviation Safety Network. 2016년 12월 1일에 확인함.
15. ↑  “Zum Tod von Jean Ganeval”, 《Der Spiegel》, 틀:FormatDate (4), 1981
16. ↑  Ernst Reuters Rede am 9. September 1948 vor dem Reichstag. In: berlin.de, abgerufen am 13. Dezember 2013. Zur Popularität Reuters beispielsweise Wehler: Politiker, S. 195 f. Zur Fähigkeit Reuters, über öffentliche Reden Druck auszuüben, siehe Barclay: Schaut auf diese Stadt, S. 247 f.
17. ↑  Ernest Reuter | Sep. 18, 1950. In: Time, 18. September 1950, abgerufen am 4. November 2009 (englisch).
18. ↑  Germany: Last Call for Europe. In: Time, 18. September 1950, abgerufen 4. November 2009 (englisch).
19. ↑  Berlin-Blockade und Luftbrücke – Chronologie. Mit Genehmigung durch John Provan hrsg. durch Stiftung Luftbrückendank, stiftung-luftbrueckendank.de (PDF; 75 kB; 10 S.)
20. 1 2  Clément Honsberger: “Logistische Aspekte der Berliner Luftbrücke 1948/49.” (PDF). 2016년 10월 27일에 원본 문서 (PDF)에서 보존된 문서. 2020년 11월 1일에 확인함. (PDF; 5 MB) Matura-Arbeit, 55 S., 2013
21. ↑  Headquarters, United States Air Forces in Europe (1949). 《Berlin Airlift, a USAFE Summary........26 June 1948, 30 September 1949》 (미국 영어). USAFE Reproduction Center. 12쪽. OCLC 15469731. 2016년 10월 26일에 확인함.
22. ↑  Arne Hoffrichter (2013년 2월 14일). “Personentransport mit der Berliner Luftbrücke”. Bundeszentrale für politische Bildung. 2015년 4월 24일에 확인함.
23. ↑  Isabel Fannrich-Lautenschläger (2017년 3월 16일). “Das süße Bild der Rosinenbomber”. Deutschlandfunk.
24. ↑  “Tagesschau”. 1989년 9월 30일.
25. 1 2  Henry Ashby Turner (1987). 《The Two Germanies Since 1945: East and West》. Yale University Press. ISBN 0-300-03865-8.
26. 1 2  John Provan. “Berlinblockade und Luftbrücke – ein zeitlicher Abriss” (PDF). Stiftung Luftbrückendank.
27. ↑  “Accident list: Douglas DC-4” (영어). Aviation Safety Network. 2016년 12월 21일에 확인함.
28. ↑  John and Maureen Woods (1980). 《The Douglas DC-4, Production List》 (영어). Airline Publication & Sales. ISBN 0-905117-71-9.
29. ↑  Tony Eastwood, John Roach (1996). 《Piston Engine Airliner Production List》 (영어). West Drayton: The Aviation Hobby Shop. 257–321쪽. ISBN 0-907178-61-8.
30. ↑  Peter Berry; Tom Dunstall; Michael Ford; John A. Whittle (1967). 《The Douglas DC-4, including Canadair 4 and Douglas DC-5》. Air-Britain (Historians) (영어). Hutton, Brentwood.
31. ↑  Bo-Göran Lundkvist (1981). 《Douglas DC-4, Detailed Production List》. Lundkvist Aviation Research (영어). Sunrise, Florida 33313.
32. ↑  “Rosinenbomber-Abstürze”. 2020년 8월 12일에 원본 문서에서 보존된 문서. 2016년 12월 21일에 확인함.
33. ↑  “ASN Aviation Safety WikiBase”. Aviation Safety Network. 2016년 12월 21일에 확인함.
34. ↑  William Henry Tunner (1964). 《Over the Hump》. Duell, Sloan and Pearce. New York.
35. ↑  John Provan. 《The Berlin Airlift. Band 1. The First Battle of the Cold War, Kapitel III.U》..
36. ↑  “Berliner Luftbrücke in Grönland: Berliner Geschichte mit arktischen Geschichten”. 2009년 3월 12일. 2017년 9월 14일에 원본 문서에서 보존된 문서. 2021년 3월 25일에 확인함.
37. ↑  Museum Narsarsuaq, Jørgen Vaengtoft, Museum Kangerlussuaq.
38. ↑  “Berliner Luftbrücke | „Operation Vittles“”. 2016년 10월 21일. 2016년 10월 21일에 원본 문서에서 보존된 문서. 2019년 5월 19일에 확인함.
39. ↑  Sven Felix Kellerhoff (2008년 6월 24일). [=https://www.welt.de/politik/article2140263/Wie-die-Luftbruecke-die-Prostitution-bluehen-liess.html “Wie die Luftbrücke die Prostitution blühen ließ”] |url= 값 확인 필요 (도움말).
40. ↑  Sven Felix Kellerhoff (2013년 12월 24일). “Wie Stalin zu Weihnachten Alpträume bekam”.
41. ↑  Wolfgang Julien Huschke (2008). 《The Candy Bombers: The Berlin Airlift, 1948/49: the Technical Conditions and Their Successful Transformation. 2. Auflage》. Berliner Wissenschaftsverlag. ISBN 978-3-8305-1484-8.
42. ↑  Renita Menyhert (2012). 《Operation Vittles: Stories from the Berlin Airlift》. Xlibris Corporation. ISBN 978-1-4691-4392-7.
43. ↑  Philip L. Green (2013). 《Much Alive at Ninety-Five》. iUniverse. ISBN 978-1-4759-9622-7.
44. ↑  Berthold Seewald (2019년 4월 17일). “Dieses Geheimunternehmen brach den Willen der Sowjets”.
45. ↑  "We had more German mechanics than American!"; Tunner, Over the hump, The Berlin Airlift, S. 181 ff.; S. 183.
46. ↑  Fliegerhorst Faßberg und Luftbrücke Faßberg–Berlin. geschichtsspuren.de
47. ↑  Stiftung Luftbrückendank (PDF; 2,7 MB)
48. ↑  Die Luftbrücke. In: peter-adler.de.